# 段子俊
段子俊（1913年—2006年2月21日），男，河南济源人，中华人民共和国政治人物，曾任中华人民共和国第三机械工业部副部长，第六届全国人大代表。